# العلاقات الفرنسية التايلاندية
امتدت العلاقات بين فرنسا وتايلاند من القرن السادس عشر حتى العصور الحديثة. بدأت العلاقات بشكل جدي في عهد لويس الرابع عشر ملك فرنسا مع العديد من السفارات المتبادلة، ومحاولة فرنسية كبرى لتنصير مملكة تايلاند (المعروفة آنذاك باسم سيام) وإنشاء محمية فرنسية، والتي فشلت عندما ثارت البلاد ضد التدخلات الأجنبية في عام 1688. لم تَعُد فرنسا قوة استعمارية حديثة إلا بعد أكثر من قرن ونصف، وانخرطت في صراع من أجل الأرض والنفوذ ضد تايلاند في البر الرئيسي لجنوب شرق آسيا (الهند الصينية) والذي استمر حتى القرن العشرين.

## العلاقات في القرنين السادس عشر والسابع عشر

### الاتصالات التجارية الأولى (1680)
أرسلت شركة الهند الشرقية الفرنسية المؤسسة حديثًا في عام 1680 سفينة إلى تايلاند تحمل مهمة تجارية بقيادة أندريه ديلاند بورو؛ صهر الحاكم العام للمستوطنة الفرنسية في بودوتشيري الذي يُدعى فرانسوا مارتن. استُقبِلت هذه السفينة استقبالًا حسنًا من قبل التايلانديين.
زارت سفينة من شركة الهند الشرقية الفرنسية بوكيت في سبتمبر عام 1680، وغادرت بحمولة كاملة من القصدير. تنافس الهولنديون والإنجليز والفرنسيين (منذ ثمانينيات القرن السادس عشر) مع بعضهم البعض للتجارة مع جزيرة بوكيت (التي كان اسمها جانك سيلون في ذلك الوقت)، والتي زادت أهميتها كمصدر غني بالقصدير. عين الملك السيامي ناري، الذي كان يسعى إلى الحد من التأثير الهولندي والإنجليزي، في عام 1681 أو 1682 حاكم بوكيت، المبشر الطبي الفرنسي الأخ رينيه شاربونو، عضوًا في بعثة سيام في جمعية البعثات الخارجية في باريس. شغل شاربونو منصب الحاكم حتى عام 1685.
كرّم البلدان ملوكهما واحتفلا بإنجازاتهم الفنية وتعلما تقدير الآخر في سلسلة من البعثات المتبادلة بينهما. سعت الوفود إلى تعزيز المزيد من التجارة والارتقاء بها وبمكانتها إلى مستوى عالمي. أنتج الفنانون في باريس عشرات المطبوعات التي تصور الدبلوماسيين السياميين وحفلات الاستقبال الفخمة في فرساي وأيوثايا. تبادل الطرفان آلاف القطع الفنية، وخاصة المرايا والخزف والمنسوجات والأعمال المعدنية.

### السفارات التايلاندية الأولى في فرنسا (1680 و1684)
سعى الملك ناري أيضًا إلى توسيع العلاقات مع الفرنسيين، لمواجهة التأثير البرتغالي والهولندي في مملكته، وذلك بناءً على اقتراح مستشاره اليوناني قسطنطين فولكون. استخدم الهولنديون القوة في عام 1664 لإبرام معاهدة تمنحهم حقوقًا تتجاوز الحدود الإقليمية بالإضافة إلى حرية الوصول إلى التجارة. أُرسِل أول سفير سيامي إلى فرنسا بحضور شخصي من فايا بيباتكوسا في عام 1680 على متن سفينة سولاي دوريون (الشمس المشرقة)؛ والتي تحطمت قبالة ساحل أفريقيا بعد مغادرة موريشيوس مؤديًا ذلك إلى اختفاء السفير.
أُرسلت سفارة ثانية إلى فرنسا في عام 1684 (مرورًا بإنجلترا) بقيادة خون بيهايوانيت وخون بيجيتميتري، وطلبت إرسال سفارة فرنسية إلى تايلاند. التقى القائدان مع لويس الرابع عشر في فرساي، فرد على ذلك بإرسال سفارة بقيادة شيفالييه دي شومون.

## علاقات القرن الثامن عشر
أدت الثورة في تايلاند إلى انقطاع العلاقات بينها وبين فرنسا حتى القرن التاسع عشر، وذلك على الرغم من السماح لليسوعيين الفرنسيين بمواصلة الوعظ في تايلاند.
تمكن الأسقف لانو من استئناف عمله التبشيري الذي استمر حتى وفاته في عام 1696، وذلك بعد تحقيق السلام في عام 1690، وخلفه الأسقف لويس سيسي (1700-1727). غلبت اضطهادات الغزاة السياميين أو الغزاة البورميين على ما تبقى من القرن. استمر الملك بتأييده للأسقفين تكسييه دو كيرلي ودي لولييه بويكونتا (1755).
شاركت مجموعة من المدفعيين الفرنسيين بقيادة شيفالييه ميلار في الغزوات البورمية لسيام بين عامي 1760 و1765 كنخبة في الجيش البورمي.
استأنف الأب كور العمل التبشيري في سيام في عام 1769 بعد الغزوات البورمية، وتبعه المونسنيور ليبون (1772-1780). اضطر ليبون للمغادرة في عام 1775 بعد الاضطهادات، وعاد خليفاه الأسقفان كوندي وغارنو إلى سيام.

## علاقات القرن التاسع عشر
وصل المبشرون الجدد إلى سيام في عامي 1826 و1830 (وكان من بينهم الآباء بوشو، وبارب، وبروجويير، وفاشال، وغراندجون، وباليغوا وكورفزي). أصبح المونسنيور كورزيفي النائب الرسولي لسيام في عام 1834، وبشر ببداية جديدة للعمل التبشيري. خلفه الأسقف باليغوا (1840-1862)، والذي كان له دور أساسي في تجديد نابليون الثالث للتحالف الفرنسي مع سيام.
قدمت تايلاند بعض العروض لإقامة علاقات تجارية مع فرنسا في عامي 1840 و1851. أرسل نابليون الثالث سفارة بقيادة الملك شارل دي مونتنيه إلى الملك منغوكوت في عام 1856. وُقِّعت معاهدة في 15 أغسطس عام 1856 لتسهيل التجارة، وضمان الحرية الدينية، ومنح السفن الحربية الفرنسية الوصول إلى بانكوك. أحضرت السفن الحربية الفرنسية سفارة تايلاندية إلى فرنسا بقيادة فيا سريبيبات (باي بوناج) في يونيو عام 1861.
عملت فرنسا على بناء موطئ قدم لها في فيتنام المجاورة، ووضعها على مسار تصادمي مع سيام. هاجمت طائرات حربية فرنسية بقيادة ريغو دو جينوييه ميناء دا نانغ بموجب أوامر نابليون الثالث في عام 1858، فتسبب ذلك في أضرار كبيرة واحتجاز المدينة لبضعة أشهر. أبحر دو جينوييه جنوبًا واستولى على مدينة سايغون ذات الدفاع الضعيف في عام 1859. وسعت القوات الفرنسية سيطرتها على جميع المقاطعات الست في دلتا ميكونغ منذ عام 1859 حتى عام 1867، وشكلت مستعمرة فرنسية أطلقت عليها اسم كوتشينشينا. وقعت فرنسا ونوردوم ملك كمبوديا في عام 1863 معاهدة حماية مع فرنسا، والتي نقلت البلاد من السيطرة السيامية والفيتنامية إلى الحكم الاستعماري الفرنسي. وُقِّعت معاهدة جديدة بين فرنسا وسيام في 15 يوليو عام 1867.

## علاقات القرن العشرين
استمر الفرنسيون بالضغط على سيام، وصنعوا أزمة أخرى في عام 1906-1907. كان على سيام في هذه المرة الاعتراف بالسيطرة الفرنسية على الأراضي الواقعة في الضفة الغربية لنهر الميكونغ مقابل لوانغ برابانغ، وحول تشامباساك في جنوب لاوس وفي غرب كمبوديا. احتلت فرنسا الجزء الغربي من تشانثابوري أيضًا. كان على سيام التنازل عن ترات إلى الهند الصينية الفرنسية في الاتفاقية الفرنسية السيامية بتاريخ 13 فبراير عام 1904، وذلك من أجل استعادة تشانثابوري. أصبحت ترات جزءًا من تايلاند مرة أخرى في 23 مارس عام 1907، وذلك مقابل مناطق شرق نهر ميكونغ بما في ذلك باتامبانغ وسيام ناخون وسيسوفون.
تدخل البريطانيون لمنع المزيد من التوسع الفرنسي ضد سيام في عام 1909، وكان ذلك مقابل قبول السيادة البريطانية على قدح، وكلنتن، وبرليس وترغكانو بموجب المعاهدة الأنجلو سيامية في عام 1909. كانت جميع هذه الأراضي المتنازل عنها على هامش مجال النفوذ السيامي، ولم تكن أبدًا تحت السيطرة السيامية، وكان إجبارهم على التخلي عن كل مطالبهم إهانة كبيرة للملك والبلاد. تبنت الحكومة القومية المتصاعدة هذه الأزمات في أوائل القرن العشرين كرموز لحاجة البلاد لتأكيد نفسها ضد الغرب وجيرانها.